# Avenida de la Constitución (Sevilla)
La avenida de la Constitución es una importante vía monumental de la ciudad española de Sevilla. Parte de la plaza conocida como Puerta de Jerez y alcanza la Plaza Nueva, considerada el centro de la ciudad y donde se ubica el edificio histórico del Ayuntamiento de Sevilla. Tiene una longitud de 600 metros.

## Historia
La actual avenida quedaba fuera de la muralla que marcaba el límite urbano en la época romana. Alguno de sus tramos llegó a estar ocupado por un desaparecido brazo del río Guadalquivir, que procedente de la Alameda de Hércules atravesaba la Campana, la Plaza Nueva y desembocaba en la zona del Arenal.
La zona adquirió importancia económica a partir de la Baja Edad Media, principalmente a raíz de la construcción de la nueva mezquita mayor (inaugurada en 1176) y de la posterior conquista castellana en 1248. Allí se fueron instalando comerciantes genoveses, cambistas y artesanos como plateros (siglo XIV), impresores de libros (finales del siglo XV) y sastres (siglo XVI).
Tras el descubrimiento de América, y la elección de Sevilla, como puerto exclusivo del comercio indiano, se incrementó la actividad comercial de la ciudad, las gradas de la catedral servían de lugar de reunión de los comerciantes para sus negociaciones, allí se publicitaban los viajes proyectados y los productos llegados desde ultramar. Su punto central era la denominada fuente del Hierro, enclavada en el lugar que actualmente ocupa la iglesia del Sagrario. Durante la segunda mitad del siglo XVI, el cabildo de la Catedral, para evitar los excesos cometidos en la zona por los comerciantes, instaló columnas con cadenas en los alrededores del templo y contrató alguaciles que evitaran el paso por la calle, de animales de carga. Antes las quejas del Cabildo Metropolitano, el rey Felipe II decidió la construcción de un edificio para sede de la lonja, que se llevaría a cabo en la misma avenida, junto a la Catedral, y que es actualmente sede del Archivo de Indias.

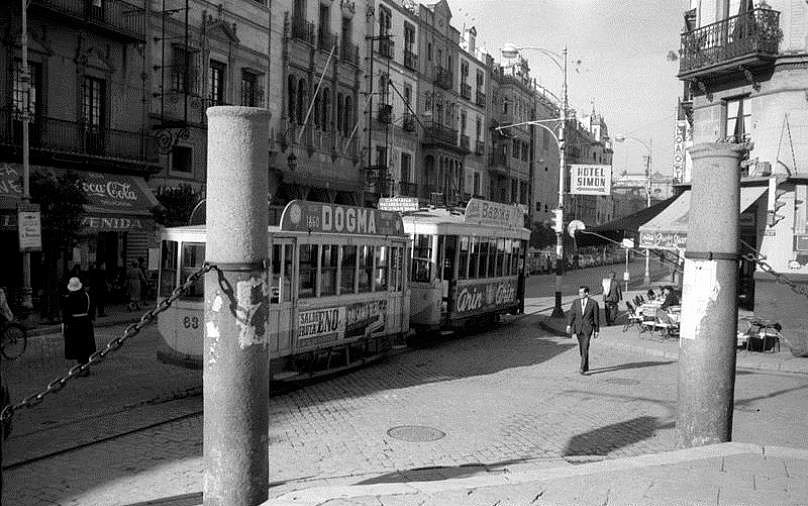
Esquina de la avenida de la Constitución con la calle Alemanes, en 1954.

### La actual avenida
La actual avenida de la Constitución reúne en una sola vía, el resultado final de varias transformaciones planteadas desde el año 1863 y puestas en ejecución a partir de 1911 por el entonces alcalde, Antonio Halcón y Vinent, en el marco de las reformas unidas a la proyectada Exposición Iberoamericana de 1929. Con anterioridad existían la calle Génova, que comenzaba en el edificio del Ayuntamiento, la de Gradas, delante de la Catedral, la de la Lonja, delante del actual Archivo de Indias. Desde este punto no existía una avenida y si una serie de edificaciones que hacían imposible el acceso directo hasta la actual puerta de Jerez, continuando se encontraba en primer lugar, el edificio del antiguo seminario de Santa María de Jesús hasta llegar a la Casa de la Moneda y finalmente hasta la Puerta de Jerez.
A finales del siglo  XX, circulaban diariamente por la avenida unos 21.000 vehículos, que emitían unas 580 toneladas de gases contaminantes que provocaban graves daños a la catedral y al Archivo de Indias. El 17 de abril de 2006 se cerró de forma definitiva al tráfico para ejecutar las obras de peatonalización. En octubre de 2007 se inauguró la nueva avenida y entró en funcionamiento una línea de tranvía denominada Metrocentro, para facilitar los accesos al centro de la ciudad.

## Arquitectura

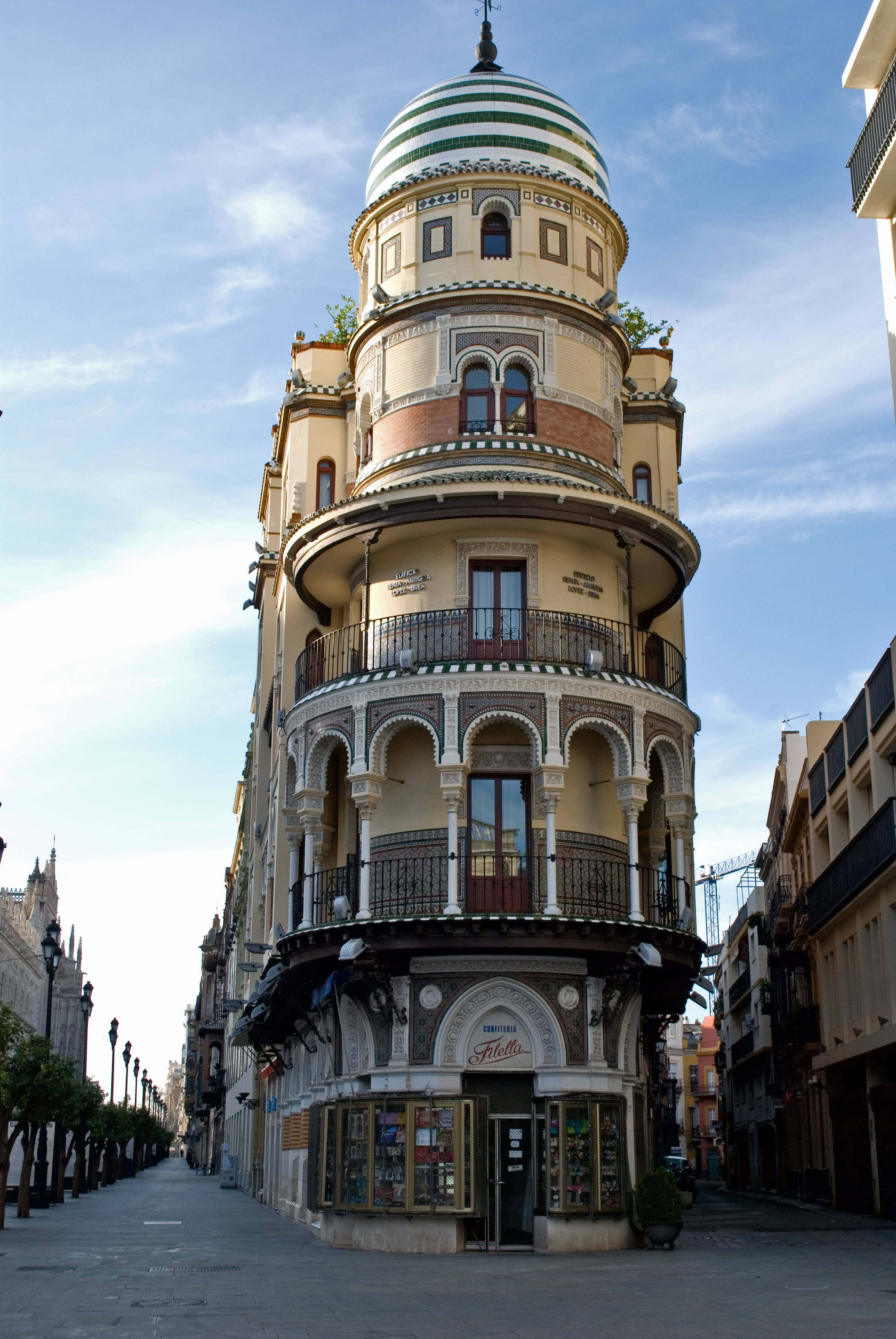
Edificio La Adriática (1914-1922), de estilo neomudéjar, es obra del arquitecto José Espiau y Muñoz.

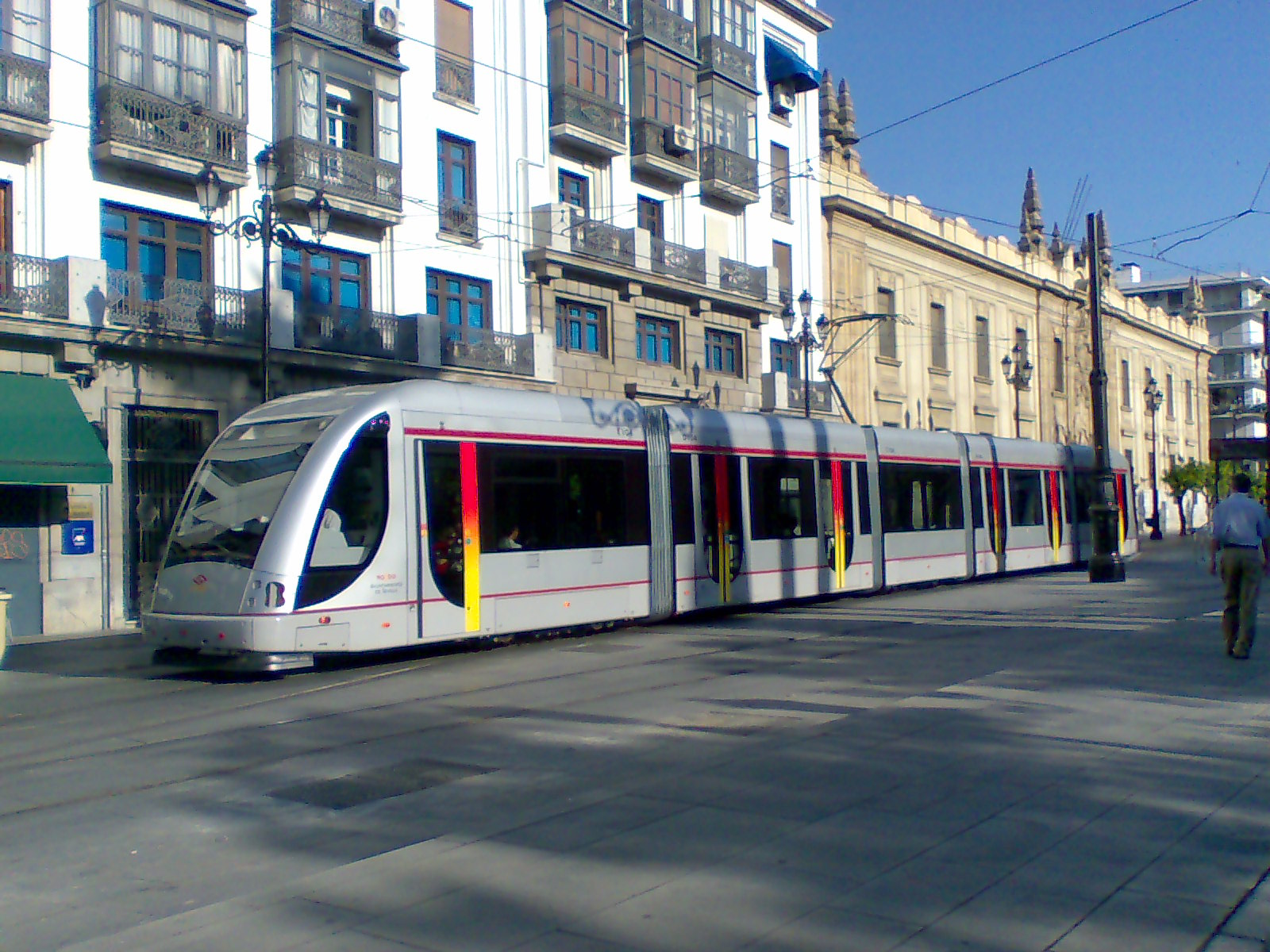
Tranvía discurriendo por la avenida de la Constitución.

### Primer tramo (Plaza nueva a cruce c/ Alemanes yGarcía de Vinuesa)
El nombre original de este tramo desde el siglo XIII era calle de Génova. Entre 1897-1931 recibió el nombre de Cánovas del Castillo. Entre 1931 y 1936, durante la Segunda República Española, se llamó Libertad y desde 1936 hasta 1980 José Antonio Primo de Rivera.
Se inicia este tramo desde el Ayuntamiento en dirección a la Puerta de Jerez. Los edificios de arquitectura regionalista de esta primera parte de la avenida, están vinculados con el ensanche acometido durante los años veinte del pasado siglo. El primer inmueble que se encuentra, en el número 2, denominado edificio de "La Adriática", de estilo neomudéjar y que albergaba la confitería de Filella, es obra de José Espiau y Muñoz, fue construido entre 1914 y 1922. En la misma acera se encuentran cuatro edificios de Aníbal González casi consecutivos, el número 6 (año 1921), el número 10 (1913-1914) y los números 12 (1912-1914) y 14 ((Casa Álvaro Dávila, marqués de Villamarta, sede del antiguo Banco Popular 1915-1917) en el que destaca el torreón-mirador que señala la confluencia con la calle García de Vinuesa, que ponen de manifiesto la preocupación del arquitecto por las soluciones de esquina.
En la acera opuesta, de los impares, destaca en su tramo inicial, la construcción del Banco de España, obra  del arquitecto Antonio Illanes, que es un ejemplo  de monumentalismo clasicista, realizado entre 1925 y 1928. A continuación se encuentra el edificio del antiguo Banco Central, hoy Banco de Santander, construido en 1952, proyecto de Vicente Traver. Por último antes de llegar a la catedral se puede contemplar la esquina formada por el edificio denominado de la Punta del diamante.

### Segundo tramo (hasta Casa de Contratación)

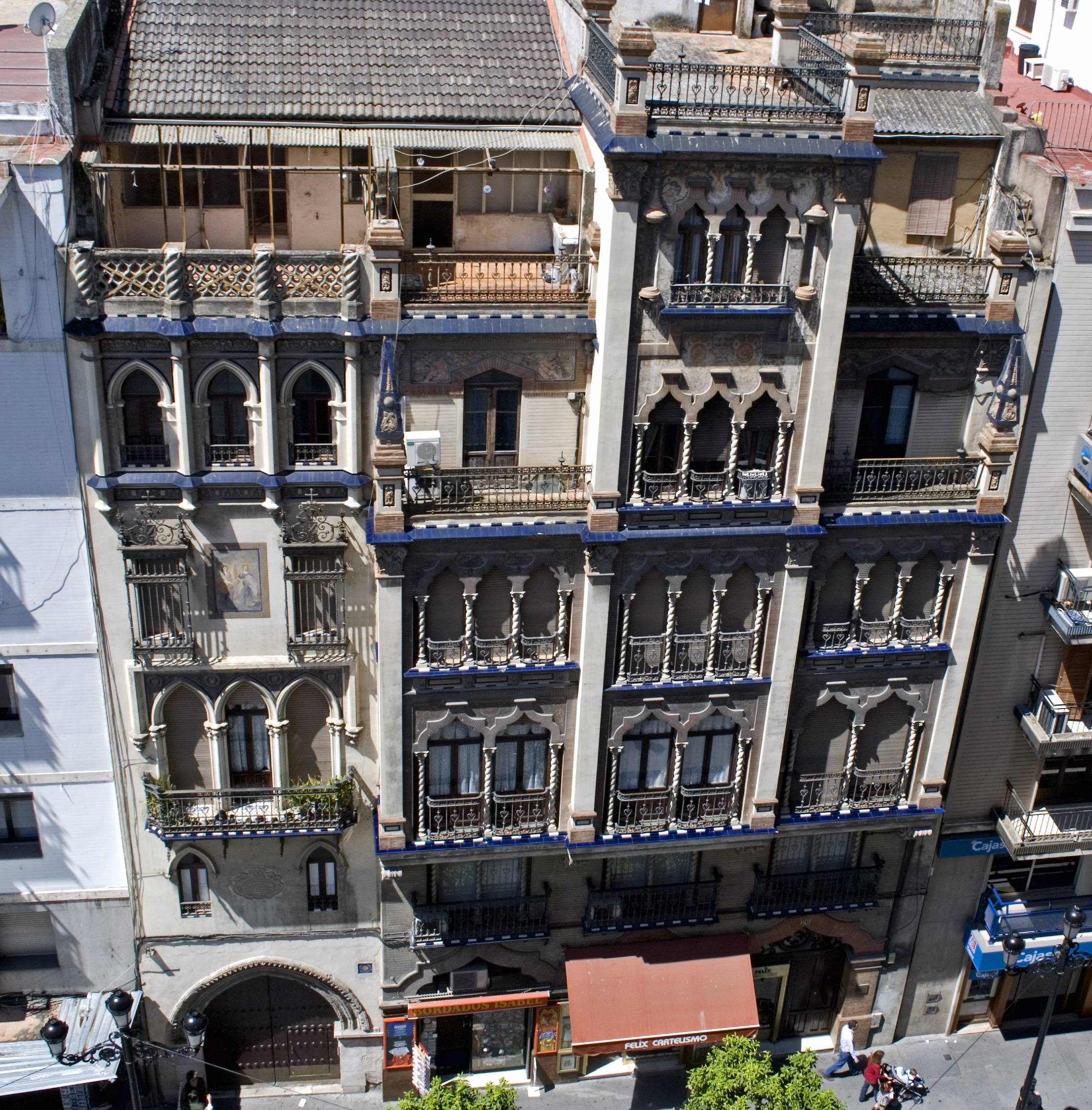
Casas para Antonio González, arquitecto José Espiau y Muñoz. (1927-1929.)

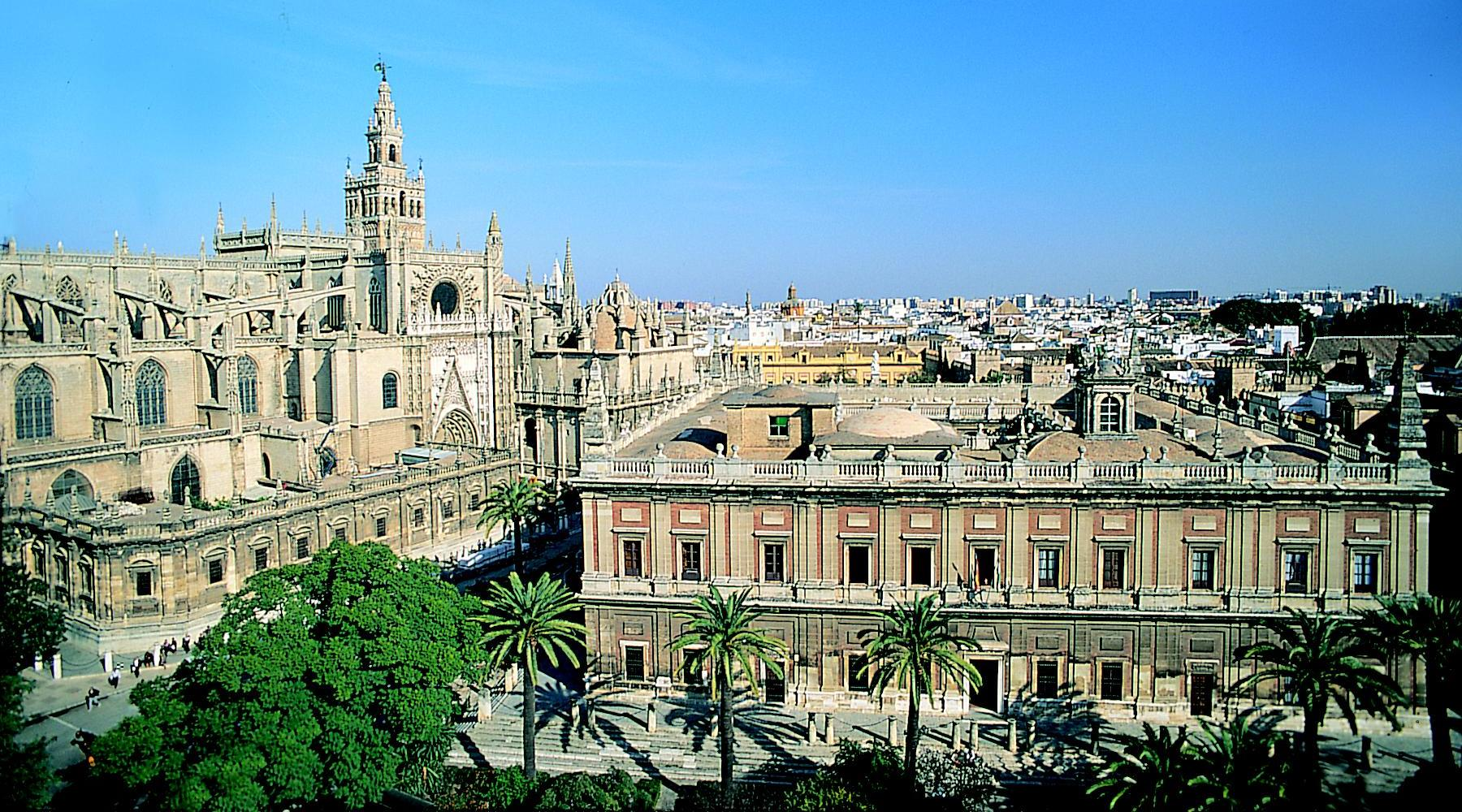
Archivo de Indias y Catedral de Sevilla vistos desde la avenida de la Constitución.

Este tramo de la avenida, recibía desde el siglo XIII, el nombre de calle Gradas, en el tramo existente frente a la catedral; y calle de la Lonja al correspondiente al frente de la Casa Lonja, actual Archivo de Indias. En la primera mitad del siglo XIX se conoció tal sector como Punta del Diamante, y desde 1868 hasta 1877 como Catedral, Gran Capitán desde 1877 hasta 1917, Reina Mercedes desde 1917 hasta 1931, Libertad desde 1931 hasta 1936 y Queipo de Llano entre los años 1936 y 1980.
Este tramo se inicia en el cruce de la avenida con las calles Alemanes y García de Vinuesa y en su lado izquierdo se localizan los inmuebles de mayor monumentalidad histórica y artística de toda la avenida. En primer lugar se sitúa la Iglesia del Sagrario (Sevilla), el templo, cuya construcción se inició en 1618, se encuentra integrado en la gran manzana formada por la Catedral y el Patio de los Naranjos. En su interior destaca el magnífico retablo mayor que representa el descendimiento de Cristo, elaborado la estructura por Francisco Dionisio de Ribas, y las tallas por Pedro Roldán. A continuación y sin separación en sus fachadas se encuentra la catedral. 
Por último el Archivo de Indias. La antigua Casa Lonja de Mercaderes de Sevilla, fue construida entre 1584 y 1598, en época de Felipe II, por Juan de Mijares, sobre planos de Juan de Herrera. Fue elegida como sede del archivo, tarea que desempeña hasta el día de hoy.
En el acera contraria destacan el edificio de José Espiau, levantado entre 1927 y 1929, como fachada del viejo colegio de San Miguel, frente a la catedral,  también sobresale el edificio de Correos y Telégrafos, levantado entre 1927 y 1930 obra de los arquitectos Joaquín Otamendi y Luis Lozano y en la continuación, el edificio de la Aurora, realizado entre 1933 y 1936 por Antonio Llanes.

### Tercer tramo

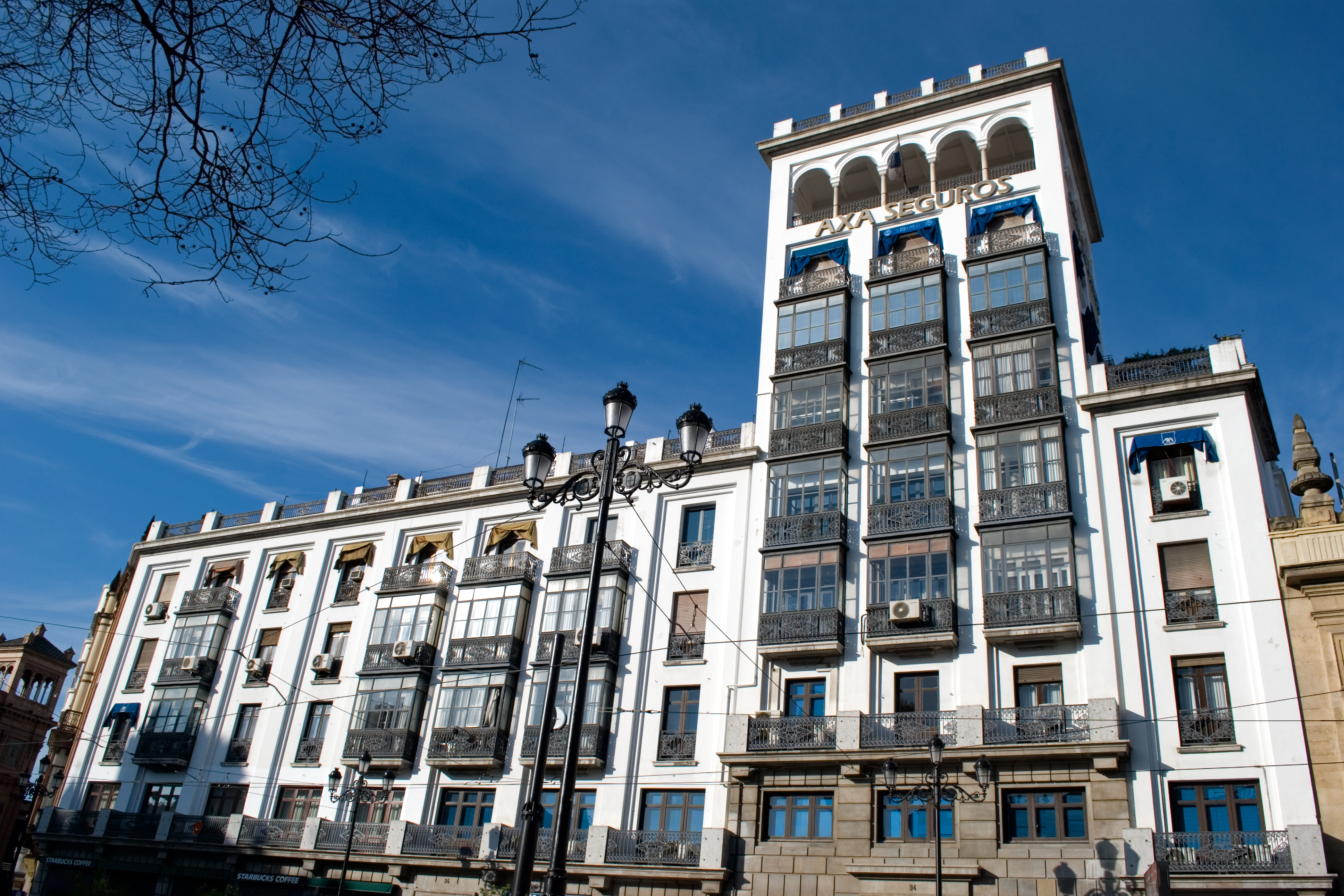
Edificio de la Compañía de seguros la Aurora, construido entre 1933 y 1936. Arquitecto Antonio Illanes del Río.

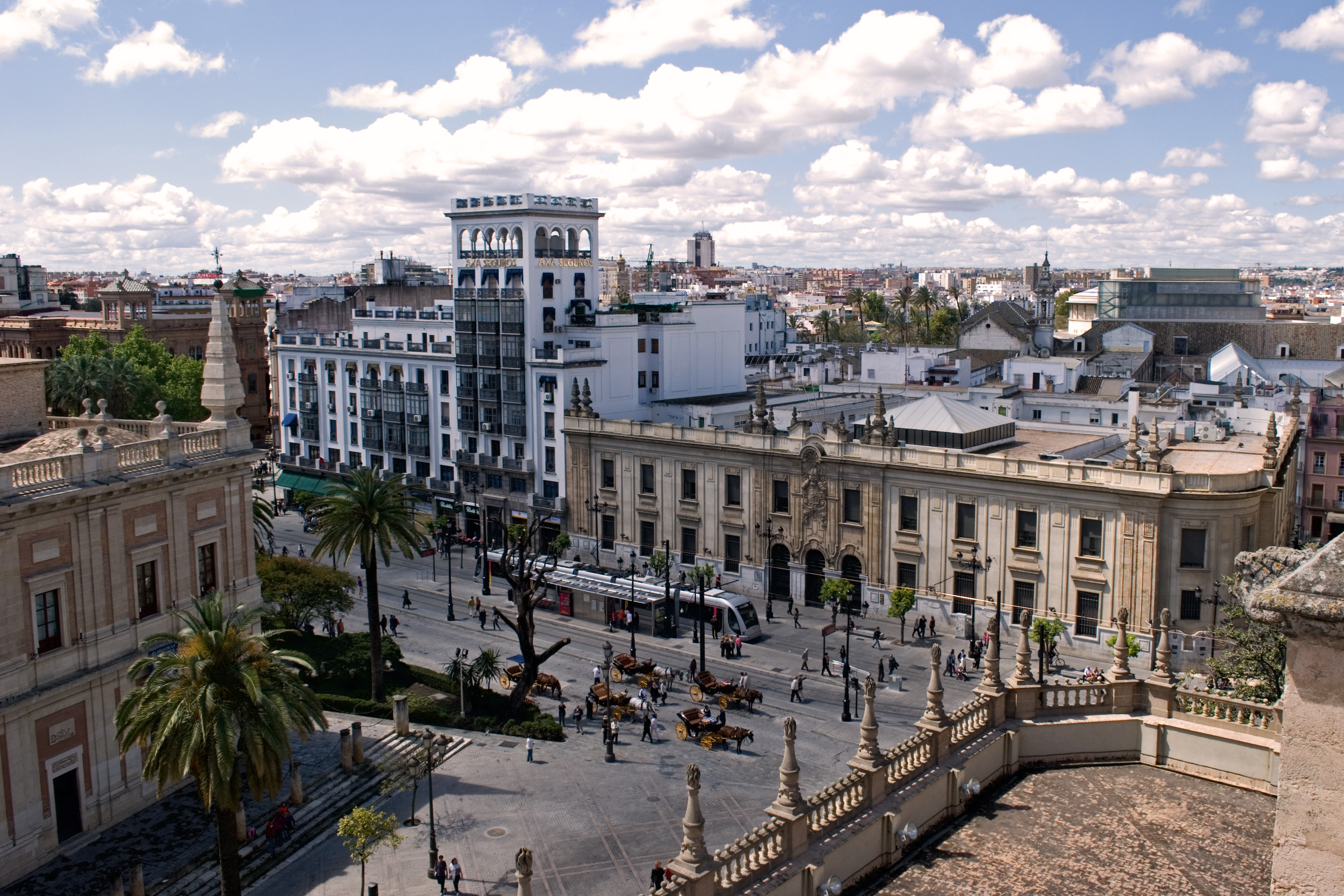
Vista de la avenida de la Constitución desde la Catedral, se puede observar el edificio de Correos construido entre 1927 y 1929 por Joaquín Otamendi y Luis Lozano, el edificio de la Aurora y la parada del tranvía que recorre la avenida desde su peatonalización a finales de 2007.

Comienza en el cruce con la calle Santo Tomás. A la izquierda en la misma esquina con la calle mencionada se localiza la Torre Abd el Aziz, que formaba parte de una de las murallas de la ciudad, avanzando por el lado izquierdo se encuentra la que fue oficina de turismo, construcción de Aníbal González del año 1926 y a continuación el edificio de Seguros Santa Lucía, obra de José Espiau del año 1910, de estilo predominantemente modernista, con salida también a la calle San Gregorio, este inmueble presenta una larga fachada, dividida en secciones verticales, donde destaca el uso de la cerámica en su decoración. El proyecto inicial de construcción, para Juan Bautista Calvi, contemplaba dos edificios proyectados por Espiau, uno de los cuales nunca se llegó a realizar y que estaba destinado a ocupar el solar del teatro Coliseo y que según se desprende de los planos conservados, arrastraba una profunda influencia de la arquitectura francesa de la época. En último lugar por el lado de los impares se encuentra la capilla de Don Rodrigo, un pequeño templo de estilo gótico-mudéjar, que supone el único resto hoy existente del que fuera antiguo Colegio-Universidad de Santa María de Jesús. 
A la derecha de la avenida, en el ensanche denominado calle Adolfo Rodríguez Jurado, en el cruce con Santo Tomás, se encuentra una buena representación de la arquitectura moderna en el edificio de viviendas realizado en 1935-36 por el arquitecto José Galnares Sagastizabal para el conde de Ybarra, de estilo asociado a la arquitectura del Movimiento Moderno racionalista y que está inscrito en el Catálogo General del Patrimonio Histërico Andaluz, con carácter genàrico colectivo.
A continuación se encuentra el antiguo Teatro Coliseo España, actual sede de la Delegación de Economía y Hacienda de la Junta de Andalucía, proyecto de los arquitectos José y Aurelio Gómez Millán del año 1925.
Los importantes papeles desempeñados a lo largo de los siglos por lo que hoy es la avenida, la convierten en uno de los lugares más citados y descritos por la literatura ambientada en Sevilla.